# Armatana
Armatana era un regne que tenia per capital la ciutat d'Armatana. Estava situat al sud de Tegarama, a l'oest d'Isuwa i a l'est de Kizzuwatna (Cilícia), a la regió de l'Alt Eufrates i la futura Armènia.
Es va formar durant la crisi d'Hatti (segles XVI-XV aC) quan Mitanni va arribar al seu punt de màxim poder. Va quedar sotmès a Mitanni potser el 1500 aC, i després el rei hitita Tudhalias II el va ocupar cap al 1400 aC, i va esclavitzar els seus habitants.
Circa el 1360 aC el rei Tushratta de Mitanni hi va afavorir una revolta. Subiluliuma I, que probablement encara només era príncep hereu hitita, va anar a la zona i va derrotar els rebels. Subiluliuma hi va fer una nova campanya victoriosa quan ja era rei, vers el 1340 aC.